# Ulfdallir
Ulfdallir — российская мелодик-дэт-метал/викинг-метал-группа из Москвы. Название группы переводится как «волчья долина» и является прямой отсылкой к Старшей Эдде (Песнь о Вёлунде).

## История
Группа основана 20 декабря 2014 года в Москве. Инициатива создать мелодик-дэт-метал группу с песнями на тематику германо-скандинавской мифологии принадлежит Максиму Богоявленскому (Auðunn Eiriksson) — басисту, бэк-вокалисту и автору текстов песен группы. Найдя единомышленников в лице вокалиста с псевдонимом Hafrgrim Skaptisson и гитариста с псевдонимом Asleif, группа начинает писать песни в духе групп Amon Amarth, Varg, Strydegor, Dethklok и Hypocrisy. Также на участников коллектива повлияли блэк-метал и викинг-метал группы, такие как Gorgoroth, Sorgsvart и Voluspaa из Норвегии и Vanir из Дании. Стоит отметить, что идею создания группы скандинавской тематики Максим вынашивал ещё с 2013 года, играя на тот момент в составе своей группы Envenom.
В январе 2016 года Ulfdallir отправляются в загородную студию «Ushanka» и записывают там свой дебютный альбом «Ярость Фенрира». Корректировки в него вносились на протяжении последующих 4-5 месяцев.
18 февраля 2016 группа выпускает интернет-сингл «На Йотунхейм», который позже войдёт в дебютный альбом.
15 июля 2016 года на лейбле FONO Ltd. выходит дебютный полноформатный студийный альбом «Ярость Фенрира». В его записи поучаствовали Анна Агаханова (флейта на кавер-треке «Стальная броня») и Ragonar (лид-гитара, сведение и мастеринг). Альбом был замечен не только в России, но и за рубежом. Позже Ragonar (Егор Локтев) официально присоединяется к коллективу, а Asleif выходит из состава группы. Также в Ulfdallir приходит барабанщик Sigurd.
23 апреля 2017 года к группе присоединяется гитарист Asbjörn Skjegg. Asbjörn также становится продюсером и звукоинженером группы. Ulfdallir в новом составе дают несколько концертов в поддержку альбома в Москве и близлежащих областях.
28 сентября 2018 года группа впервые публикует сингл «Сын Одина» (re-recorded), записанный в студии Сергея Лазара (Аркона) в ноябре 2017 года. Релиз состоялся только в группе Вконтакте, на других ресурсах в то время не публиковался. В 2022 году музыкантами было решено дать этому треку новую и полноценную жизнь, художником Романом Каминым была создана обложка и, наконец, 3 августа состоялся релиз сингла на всех музыкальных площадках - группой принято считать датой релиза именно этот день.
Также в 2018 году Auðunn присоединяется к группе Сергея Покровского Slovdarian, с которой записывает партию бас-гитары к синглу «Время Сечи», а также партии на треки с альбома.
В конце 2018 года группа становится трио (её покидают гитарист Ragonar и ударник Sigurd, решившие продолжить музыкальную деятельность в других коллективах) и оставшиеся музыканты занимаются написанием нового материала, также совершенствуя свои профессиональные и студийные навыки. Эпидемия COVID-19 несколько нарушила планы музыкантов по записи новой музыки, впрочем, уже 19 апреля 2021 года был анонсирован новый мини-альбом "Ульфхединн" и презентована обложка авторства Игоря Бурлакова (Dartgarry). Однако, в 2021 году релиз так и не вышел. Группой продолжена работа над ним в течение 2022 года.
В 2022 году Auðunn и Hafrgrim организуют сайд-проект "Masters of War" - русскоязычный трибьют Amon Amarth, и 11 ноября этого года дают свой дебютный концерт в московском клубе Live Stars.
20 декабря 2022 года состоялся долгожданный выпуск двухтрекового мини-альбома "Ulfhedinn".

## Дискография

### Студийные альбомы
- 2016 — «Ярость Фенрира» (LP)[2][3][4]

### Синглы и EP
- 2016 — «На Йотунхейм»
- 2017 — «Сын Одина» (re-recorded)[5]
- 2022 — «Ulfhedinn» (EP)
- 2023 — «Age of Storms and Wolves»
- 2025 — «Einherjar»

## Состав

### Состав на данный момент
- Auðunn Eiriksson (Максим Богоявленский) — бас-гитара, бэк-вокал, тексты
- Hafrgrim Skaptisson (Вадим Ярый) — ведущий вокал, тексты
- Asbjörn Skjegg (Александр Орлов) — гитара, сведение, мастеринг, продюсирование

### Бывшие участники
- Asleif (Никита Новожилов) — гитара
- Ragonar (Егор Локтев) — гитара
- Sigurd (Сергей Меламед) — ударные

### Приглашённые участники
- Анна Агаханова — флейта (участие на альбоме «Ярость Фенрира» в кавере на песню «Стальная броня» группы «Gjeldrune»)